# مسكويه
مسكويه (320 هـ/ 421 هـ - 932م / 1030 م) أحمد بن محمد بن يعقوب مسكويه، أبو علي: مؤرخ بحاث، أصله من الري وسكن أصفهان وتوفي بها. اشتغل بالفلسفة والكيمياء والمنطق مدة، ثم أولع بالتاريخ والأدب والإنشاء.
صاحب كتاب تجارب الأمم. وقد اختلف المؤرخون في تحديد اسم مسكويه، وهل كان لقباً له أم لجدّه فإذا كان لجدّه وجب أن يكتب ابن مسكويه، وإن كان له يكتب مسكويه فقط. وقد رجّح بعض هؤلاء المؤرخين أن يكون مسكويه لقباً له، وإن كان البعض الآخر يرى أن مسكويه قد يكون في الأصل لقب لجدّه. ذكر ياقوت في معجم الأدباء أن مسكويه كان مجوسياً وأسلم.

## حياته
هو فيلسوف ومؤرخ وشاعر فارسي بارز من أبناء مدينة الري في إيران الحالية. كان ناشطاً في الميدان السياسي زمن الدولة البويهية، حيث كان موظفاً رسمياً في تلك الدولة وعمل في بغداد وأصفهان ومدينة الري.
يعتبر مسكويه هو أول علماء المسلمين الذين كتبوا في علم الأخلاق بمفهومه العلمي و الفلسفي، و ذلك خلال كتابه تهذيب الأخلاق و تطهير الأعراق، و لمع نجمه في الفلسفة حتى لقبه البعض ب'المعلم الثالث'، ويعتبر مسكويه أول عالم مسلم بارز درس 'الأخلاق الفلسفية' من وجهة نظر علمية وذلك في كتابه تهذيب الأخلاق والذي ركز فيه على الأخلاق والمعاملات وتنقية شخصية الإنسان.
قرأ تاريخ الطبري على أبي بكر أحمد بن كامل القاضي الذي كان صحب الطبري فترة ودرس علوم الأوائل على يد ابن الخمار الذي كان واسع الاطلاع وبرع في الطب حتى لقب بلقب أبقراط الثاني ويظهر من كلام الفيلسوف الإسلامي أبي حيان التوحيدي أن ابن مسكويه لم يكن ذا عقلية فلسفية بارعة وأنه شغل بعلم الكيمياء عن الفلسفة فقرأ كتب الكيمياء لكل من أبي الطيب الكيمائي الرازي وجابر بن حيان وأبي بكر محمد بن زكريا الرازي.
قال أبو حيان في كتاب «الإمتاع» عند ذكر طائفة من متكلمي زمان: «وأما ابن مسكويه ففقير بين أغنياء، وغني بين أنبياء؛ لأنه شاذ وإنما أعطيته في هذه الأيام «صفو الشرح» لإيساغوجي و«قاطيغورياس» من تصنيف صديقنا بالرى. قال الوزير: ومن هو؟ قلت أبو القاسم الكاتب غلام أبي الحسن العامريِّ، وصححه معي، وهو الآن لائذ بابن الخمار، وربما شاهد أبا سليمان المنطقي وليس له فراغ، ولكنه مجد في هذا الوقت للحسرة التي لحقته مما فاته من قبل. فقال: يا عجبًا لرجل صحب ابن العميد وأبا الفضل ورأى ما عنده وهذا حظه. قلت: قد كان هذا ولكنه كان مشغولًا بطلب الكيمياء مع أبي الطيب الكيمائي الرازي، مملوك الهمة في طلبه، والحرص على إصابته، مفتونًا بكتب أبي زكريا وجابر بن حيان، ومع هذا كان إليه خدمة صاحبه في خزانة كتبه، هذا مع تقطيع الوقت في الحاجات الضرورية، والشهوية، والعمر قصير، والساعات طائرة، والحركات دائمة، والفرص بروق تأتلق، والأوطار في عرضها تجتمع وتفترق، والنفوس عن قرابتها تذوب وتحترق. ولقد قطن العامري الري خمس سنين، ودرس وأملى وصنف وروى فما أخذ عنه ابن مسكويه كلمة واحدة ولا وعى مسألة، حتى كأنه كان بينه وبينه سد، ولقد تجرع على هذا التواني الصاب والعلقم، ومضغ حنظل الندامة في نفسه، وسمع بأذنه قوارع اللوم من أصدقائه حينما ينفع ذلك كله، وبعد هذا فهو ذكي حسن، نقي اللفظ، وإن بقي عساه أن يتوسط هذا الحديث، وما أرى ذلك مع كلفه بالكيمياء، وإنفاق زمانه وكد بدنه وقلبه في خدمة السلطان، واحتراقه في البخل بالدانق والقيراط، والكسرة والخرقة، نعوذ بالله من مدح الجود باللسان وإيثار الشح بالفعل، ومحتد الكرم بالقول ومفارقته بالعمل.»
قال أبو منصور الثعالبي: «كان في الذروة العليا من الفضل والأدب والبلاغة والشعر، وكان في ريعان شبابه متصلًا بابن العميد مختصًّا به، ثم تنقلت به أحوال جليلة في خدمة بني بويه والاختصاص ببهاء الدولة، وعظُم شأنه وارتفع مقداره، فترفع عن خدمة الصاحب ولم ير نفسه دونه ولم يخل من نوائب الدهر.»
عاش مسكويه طويلاً حتى توفي في 9 صفر سنة 421 هـ ويفترض المحققين أنه ولد في سنة 330 هـ أو قبل ذلك بقليل أو كما ذكر بعض العلماء أنه ولد في 320 هجرية.
كان مسكويه يحيا حياة ميسورة، فقد هيئت له كل أسباب الراحة والمتعة، ولذلك مارس في صدر شبابه حياة اللهو والفجور، ويبدو أن هذه الحياة الحسية هي التي دفعته إلي النقيض كيف لا وكما يقال أن الشيء إذا زاد عن حده أنقلب إلي ضده. فقد عاد مسكويه في فترة متأخرة من حياته إلي دراسة الفلسفة والحكمة وتجارب الشعوب.

## آثاره
ذكر ياقوت في معجم الأدباء كتب مسكويه فأورد منها:
- كتاب الفوز الأكبر (في الأخلاق).
- كتاب الفوز الأصغر (في الأخلاق).
- الهوامل والشوامل
- كتاب تجارب الأمم (في التاريخ) ابتدأ فيه من الطوفان حتى سنة 369 هجرية.
- أنس الفريد (يشتمل على أخبار وأشعار وحكم وأمثال).
- ترتيب العادات (في السياسة والأخلاق)
- المستوفي (أشعار مختارة).
- جاويدان خرد (الحكمة الخالدة).
- كتاب الجامع.
- كتاب السير (وكر ما يسّر به الرجل نفسه عن أمور الدنيا).
- كتاب في الادوية المفردة (في الطب).
- كتاب تهذيب الأخلاق وتطهير الأعراق.
- كتاب الأشربة.
- كتاب في تركيب الباجات من الأطعمة.
- رسالة في اللذات والآلام في جوهر النفس.
- أجوبة وأسئلة في النفس والعقل.
- الجواب في المسائل الثلاث.
- رسالة في جواب سؤال علي بن محمد أبي حيان الصوفي في حقيقة العدل.
- طهارة النفس.

فضلاً عن كتابه تهذيب الأخلاق فإن له كتاب آخر هو الفوز الأصغر والذي يعتقد العالم محمد حميد الله أنه ضم أحد أول الإشارات إلى أفكار النشوء والارتقاء في الأحياء والتي سبق بها نظرية تشارلز داروين بمئات السنين. حيث يرى مسكويه في كتابه هذا أن النباتات ارتقت حتى نشأت شجرة النخيل التي يرى أنها هي أرقى النباتات، وأن أدنى الحيوانات ظهرت بعد ذلك وارتقت حتى بلغت القرود والتي هي أرقى الحيوانات، وقد ورد ذلك أيضاً في رسائل إخوان الصفا. ورأى بعض المفكرين المسلمين أن القرود قد ارتقت إلى شكل ما من الإنسان البدائي الهمجي قبل أن يرتقي هذا بدوره إلى الإنسان العادي.